# Ala a delta

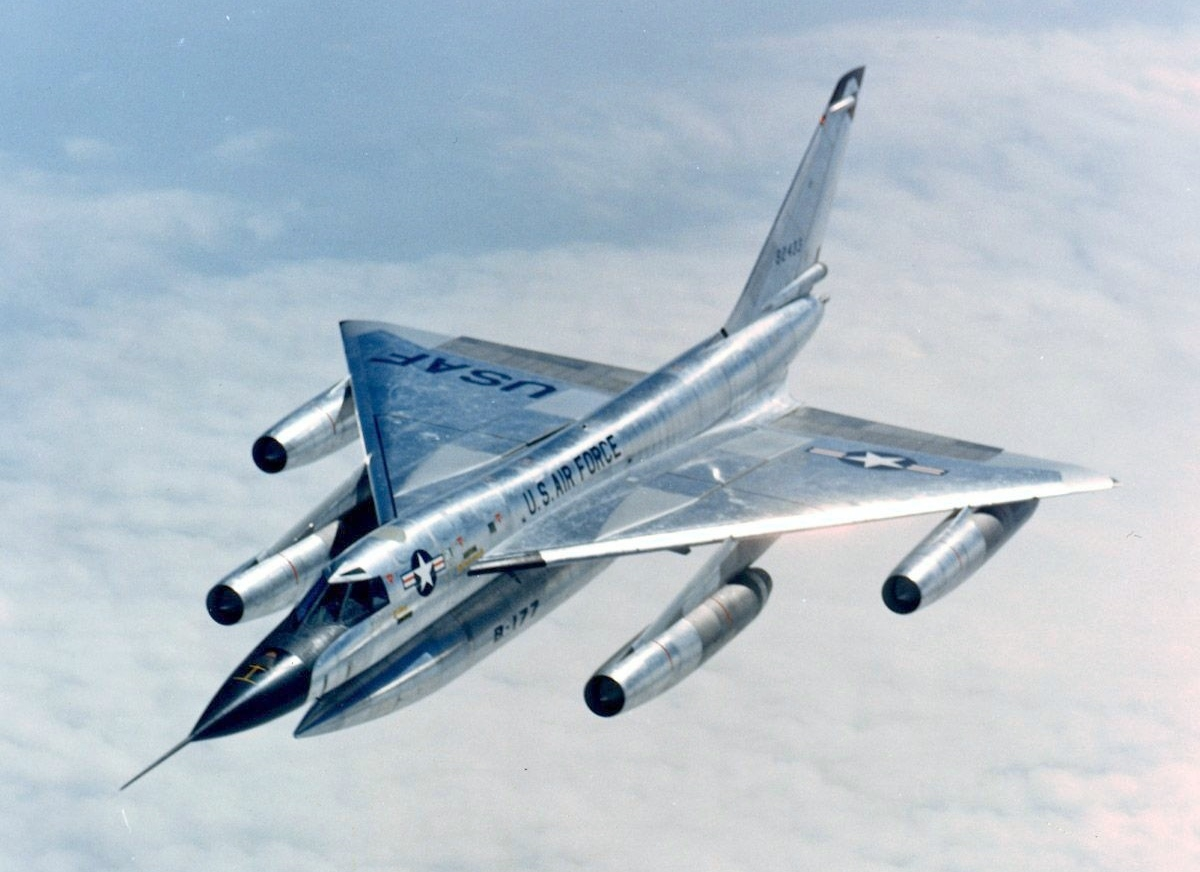
Il Convair B-58 Hustler

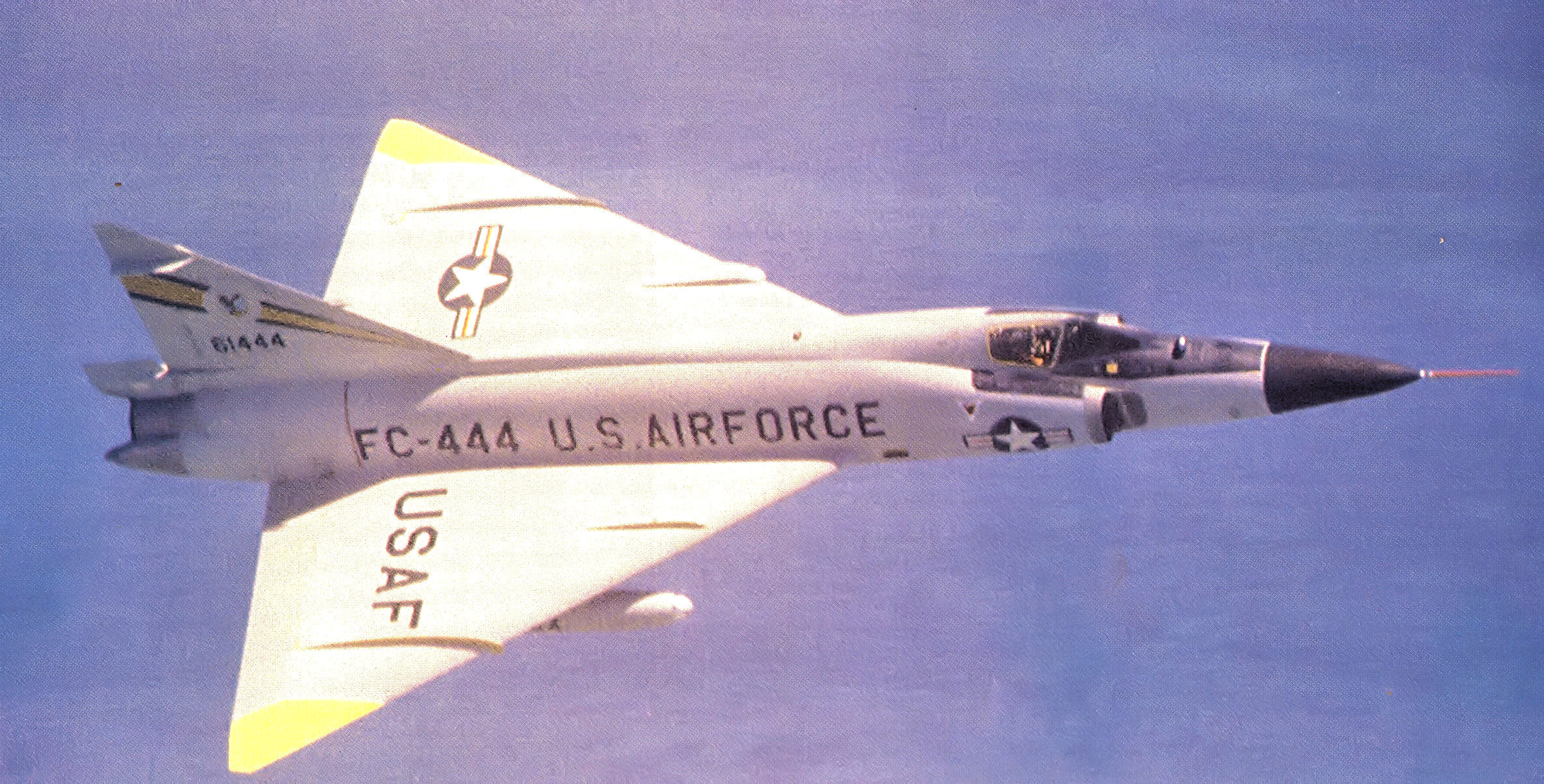
Il Convair F-102 Delta Dagger

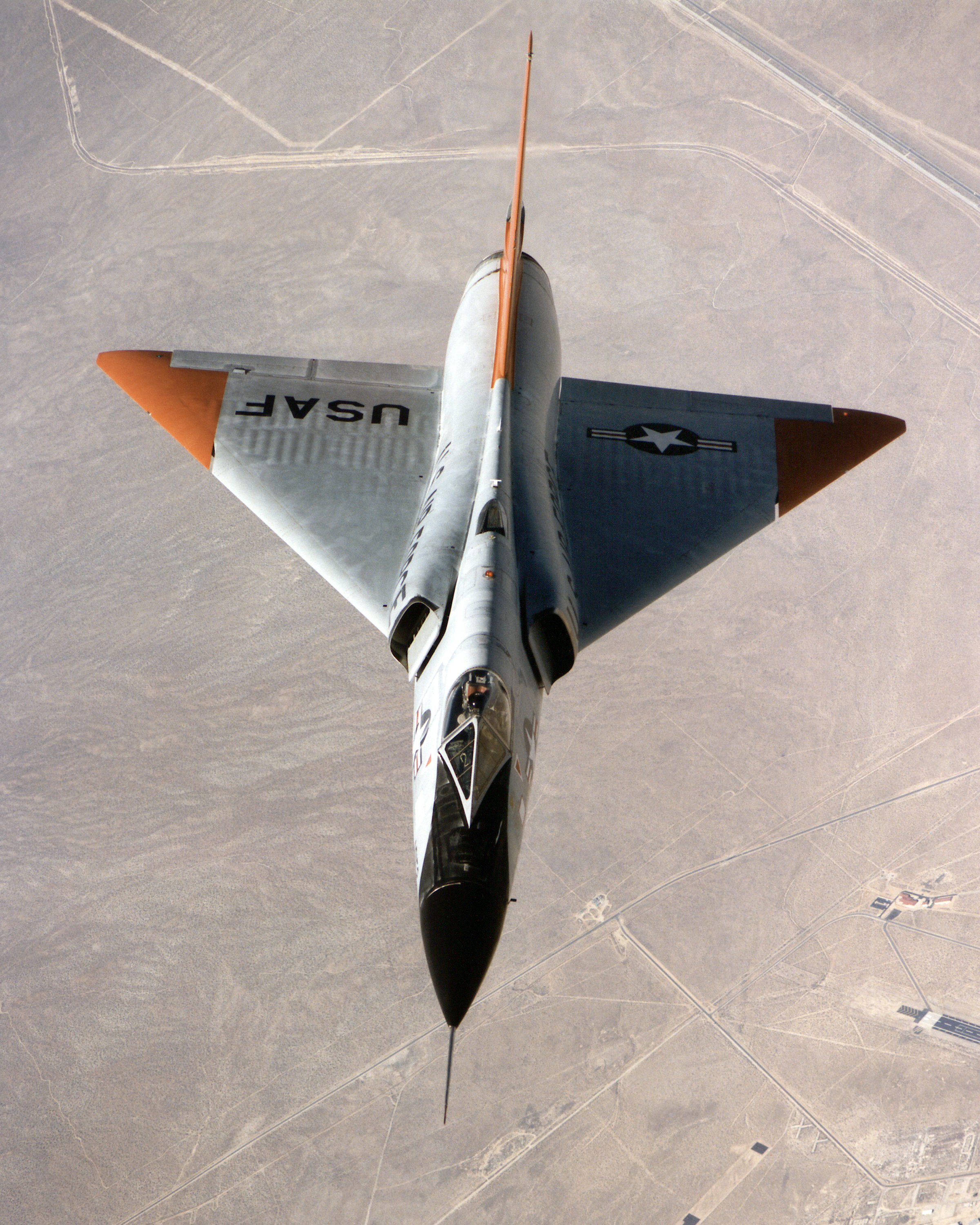
Il Convair F-106 Delta Dart

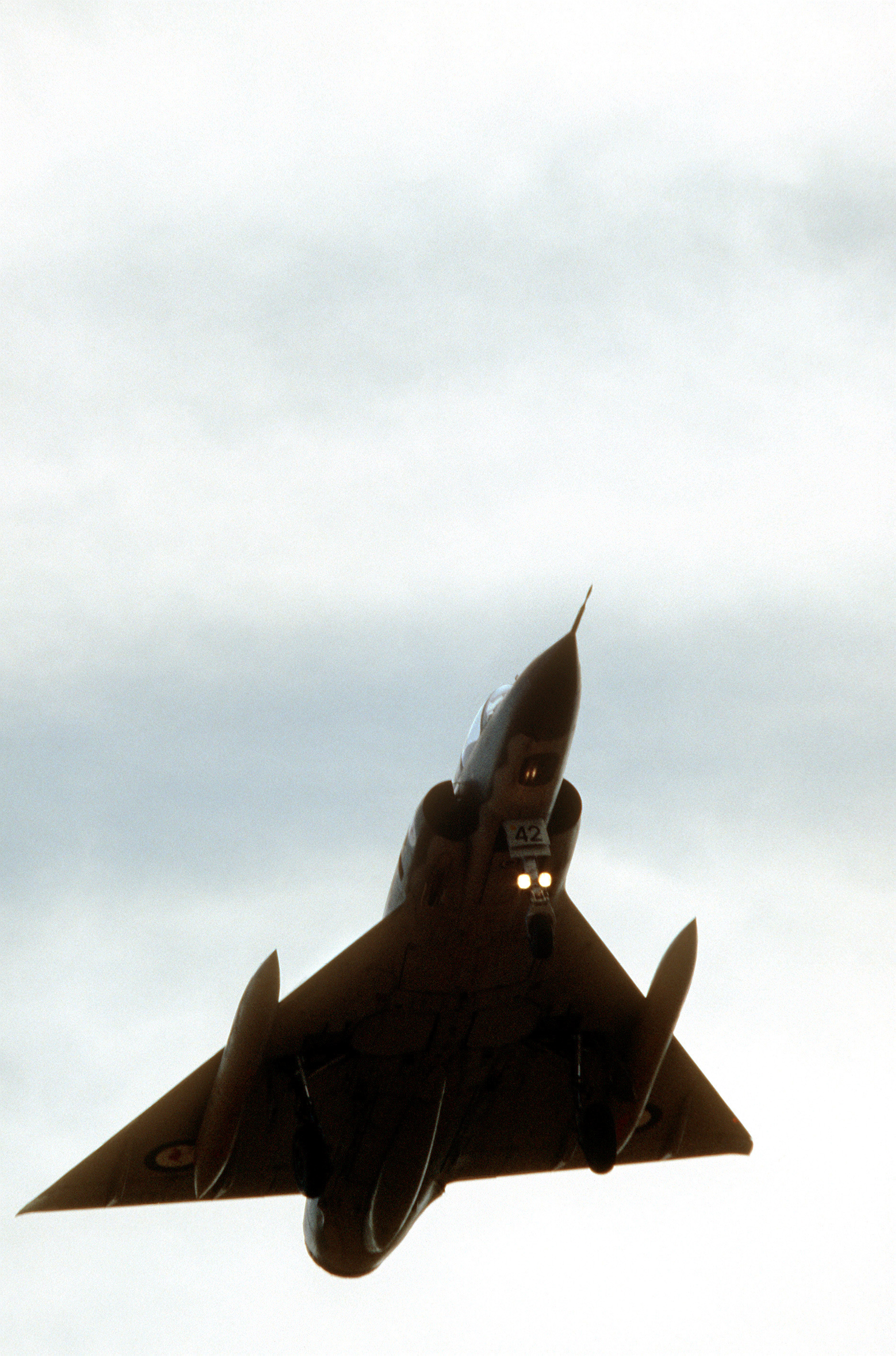
Il Dassault Mirage III

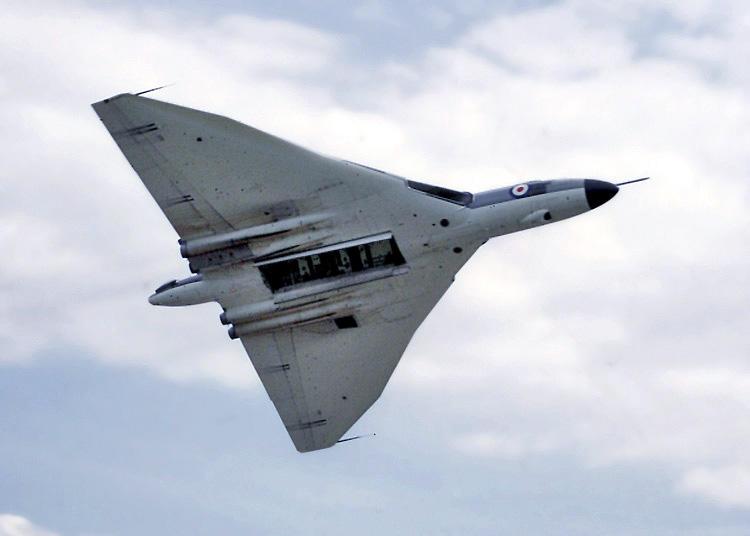
L'Avro 698 Vulcan

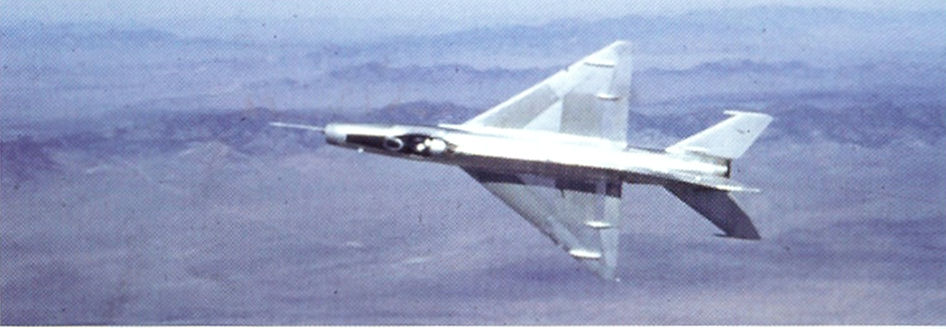
Il Mikoyan-Gurevich MiG-21

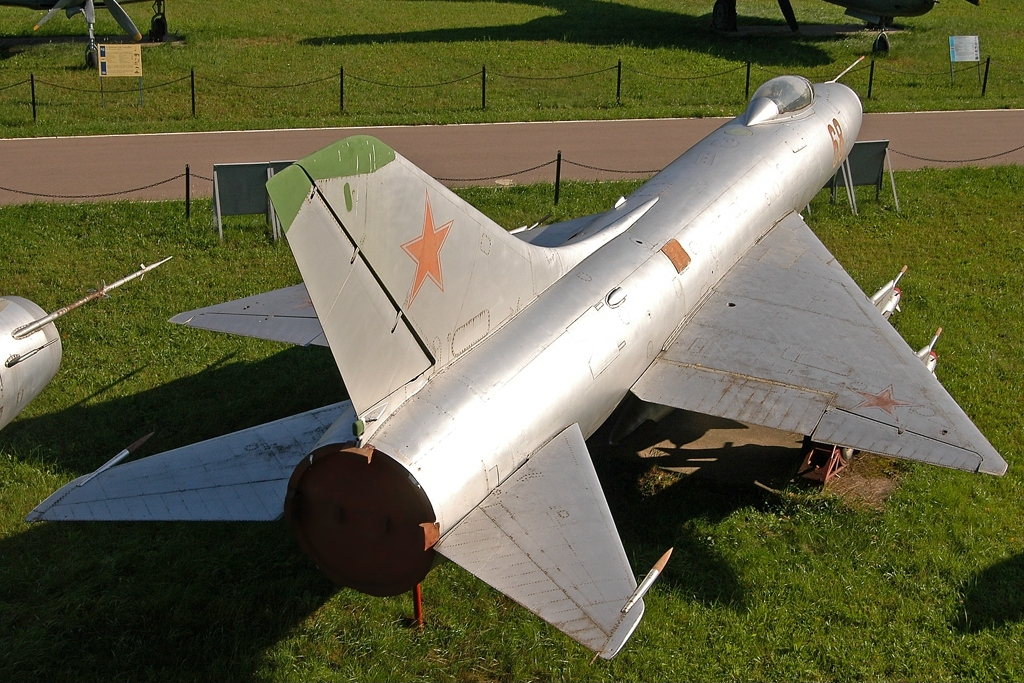
Il Sukhoi Su-9

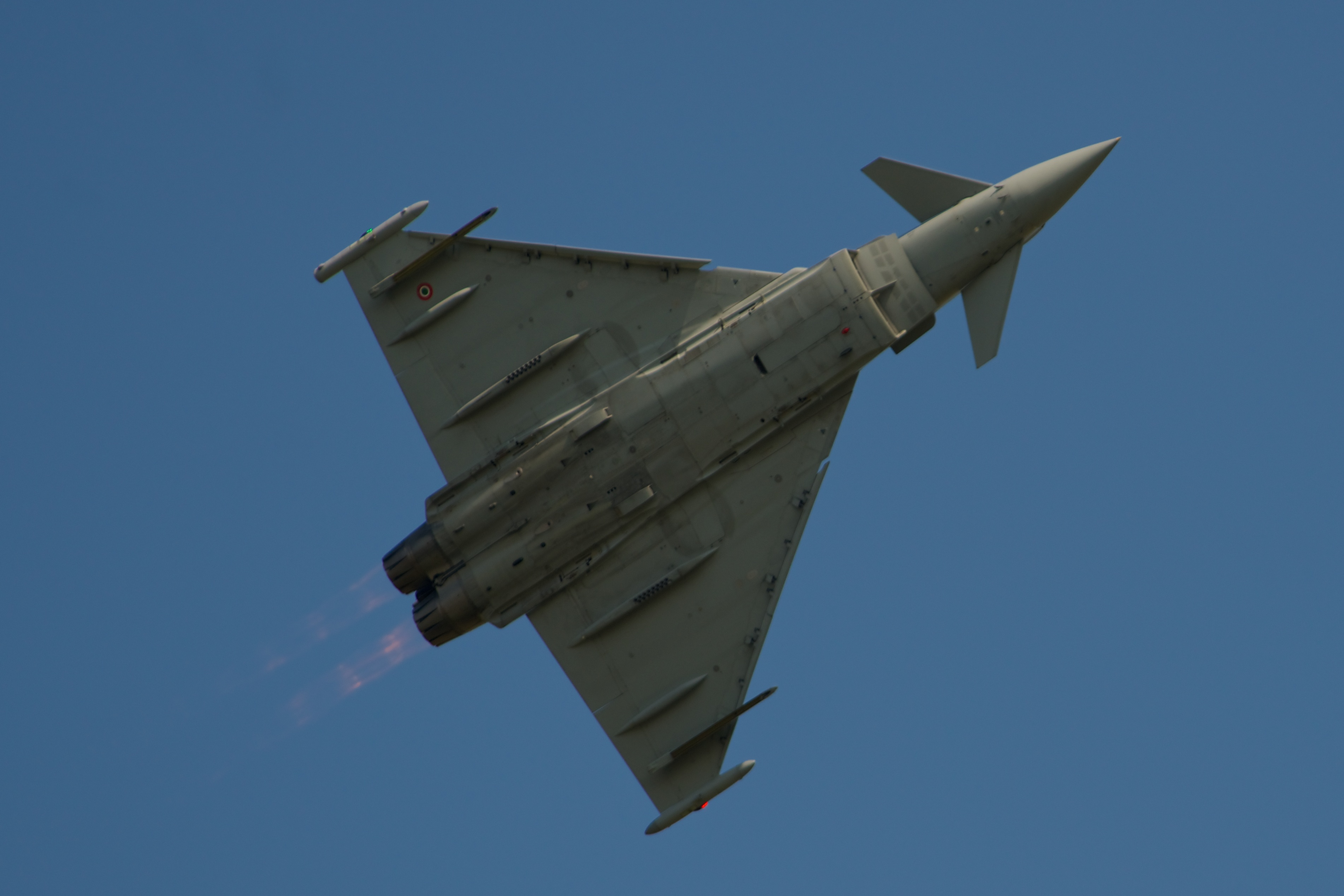
L'Eurofighter Typhoon

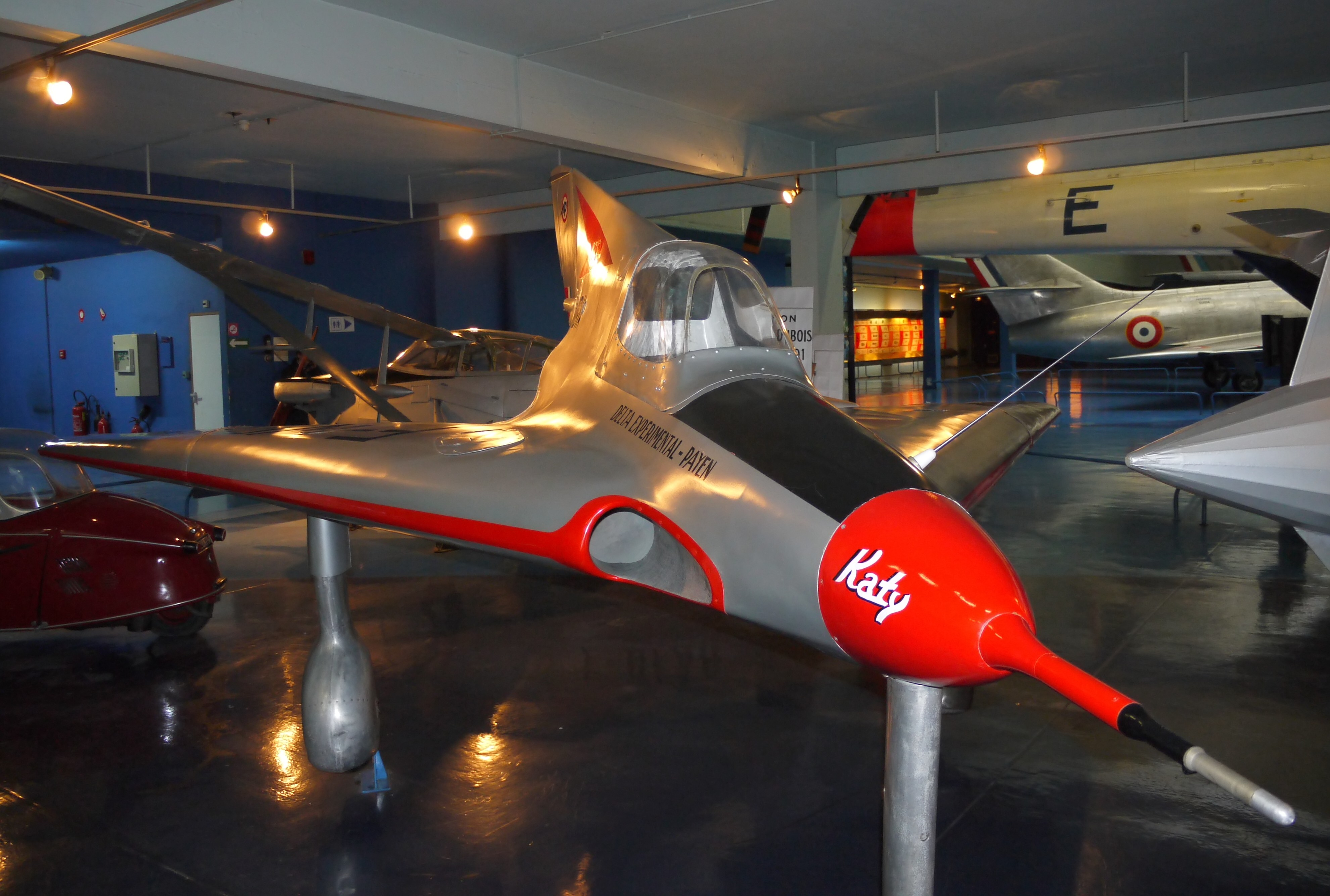
L'aereo sperimentale francese Payen PA-49.

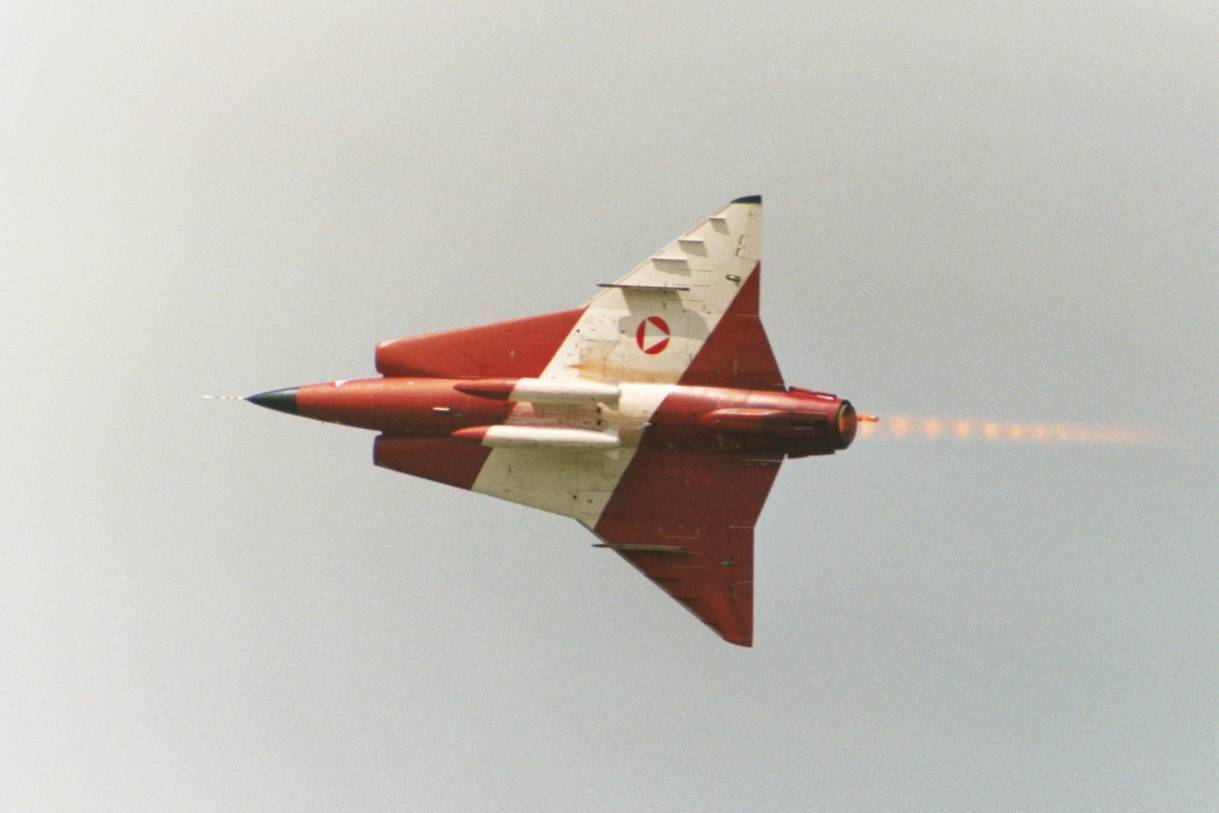
Il Saab 35 Draken con l'ala a doppio delta.

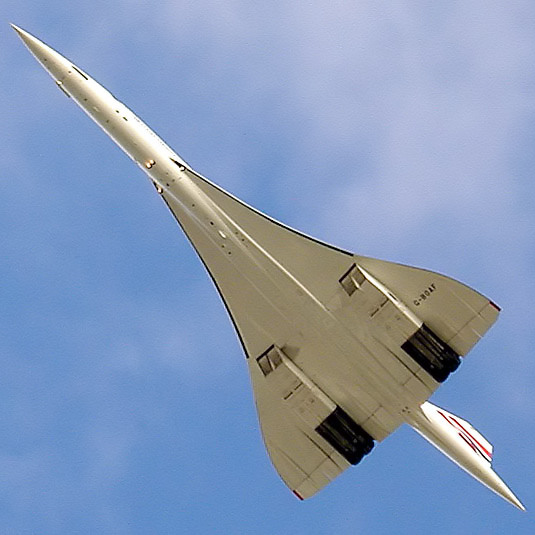
Il Concorde con l'ala a delta ogivale.

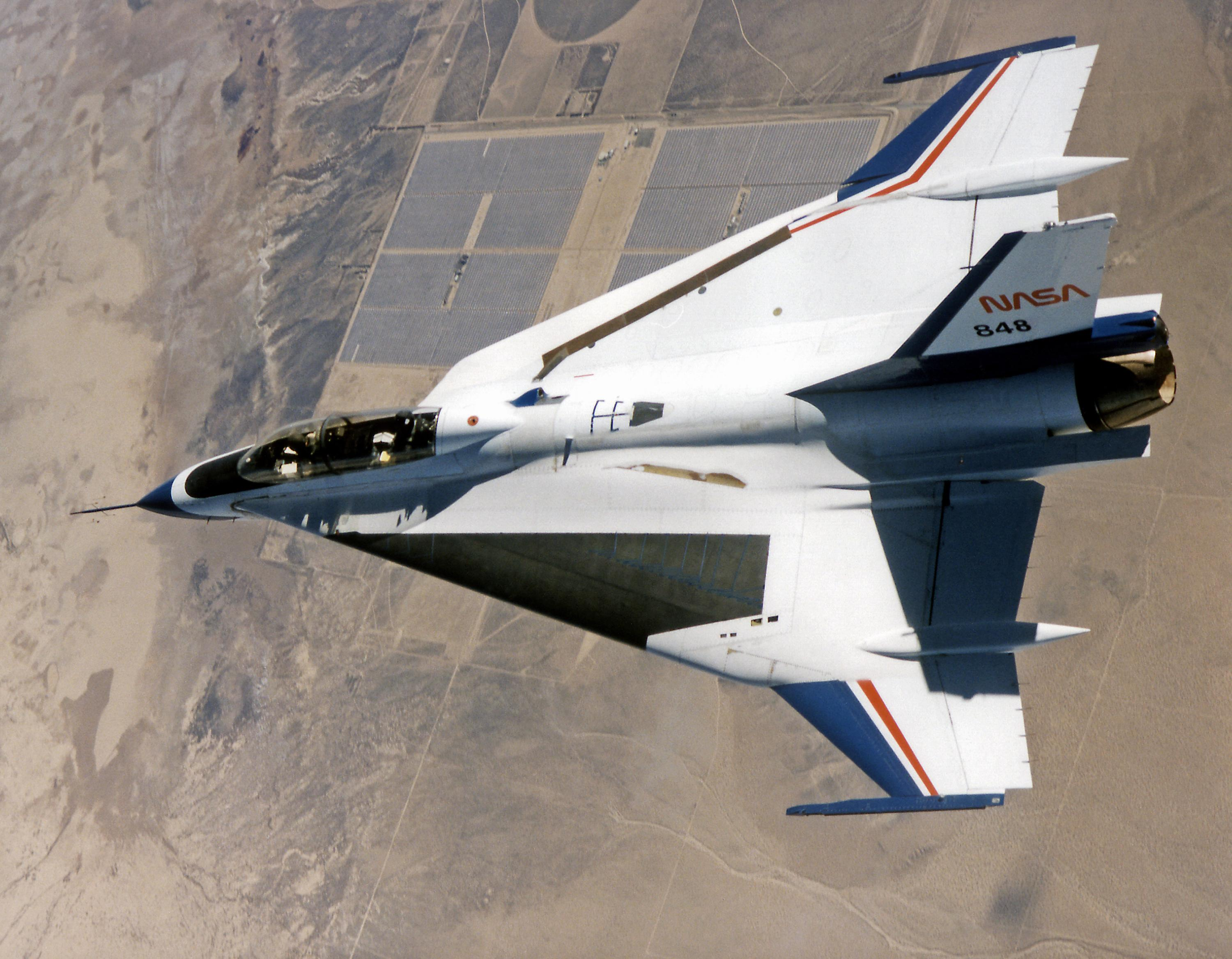
Il General Dynamics F-16XL con l'ala a delta-freccia spezzata.

Silhouette del Dassault Rafale con l'ala a delta-canard

L'ala a delta è un tipo di ala utilizzata su aeroplani che possono volare a velocità supersonica. Deve il suo nome alla particolare forma in pianta, pressoché triangolare, che richiama quella della lettera maiuscola greca delta (Δ).

## Descrizione
I primi studi su aeroplani con ali a delta vennero effettuati poco prima della seconda guerra mondiale in Germania da Neythen Woolford e da Boris Ivanovič Čeranovskij nell'Unione Sovietica, che fece volare il Cheranovsky BICh-3 primo aereo a motore con ala a delta. Tale soluzione cominciò tuttavia ad essere diffusamente utilizzata solo a partire dagli anni cinquanta; fu adottata per la prima volta dai caccia supersonici francesi Dassault Mirage e dai Convair americani, questi ultimi furono sviluppati con il supporto dell'ingegnere tedesco Alexander Lippisch che, negli anni '30, aveva realizzato diversi progetti sull'ala a delta.
La particolare geometria dell'ala a delta permette di far crescere il numero di Mach critico in quanto fa in modo che un vettore di velocità normale, alla stessa, sia inferiore al valore di velocità indisturbata. In questo modo, dato che i principali effetti aerodinamici dipendono unicamente dalla componente della velocità del flusso perpendicolare al bordo d'attacco, tutto va come se l'ala lavorasse in un regime di velocità minore. Ciò comporta anche una riduzione della portanza rispetto ad un'ala diritta proporzionale alla riduzione di velocità apparente.
Uno dei vantaggi principali della geometria a delta di basso allungamento consiste nel fatto che, in regime supersonico, il bordo d'attacco dell'ala rimane stabilmente dietro l'onda d'urto generata dalla prua del velivolo stesso, estremizzando dunque le caratteristiche delle ali a freccia.
Inoltre l'ala a delta permette un miglior collegamento con la fusoliera, consentendo di avere delle ali di maggior robustezza, di semplice realizzazione e con maggior spazio per il trasporto del carburante all'interno delle stesse. Normalmente, tutto il bordo d'uscita è dotato di superfici mobili che controllano contemporaneamente il rollio (svolgendo la funzione degli alettoni) e il beccheggio, eliminando dunque la necessità di stabilizzatori orizzontali separati. Per questo motivo, vengono spesso denominati elevoni (anglicismo, da elevator+aileron, che significano rispettivamente "equilibratore" e "alettone")
Un altro vantaggio consiste nel fatto che, al crescere dell'angolo d'attacco, il bordo d'attacco genera una schiera vorticosa che tende a tenere attaccato il flusso al dorso dell'ala, permettendo così di avere più elevati angoli d'incidenza, prima del sopraggiungere dello stallo.
Tra gli svantaggi invece quello dell'elevata velocità necessaria in fase di decollo ed atterraggio e che di conseguenza costrinse i primi velivoli dotati di questa configurazione alare ad operare da piste particolarmente lunghe. Il problema veniva accentuato nei velivoli operativi nella componente aerea adottata dalle marine militari.
Con il miglioramento delle prestazioni dei motori a reazione, i caccia con altre configurazioni alari potrebbero avere prestazioni simili ai caccia con ali a delta, anche durante manovre più difficili e in una più ampia gamma di altitudini. Quel che rimane dell'ala a delta composta può essere trovato sulla maggior parte degli aerei da caccia sotto forma di estensioni del bordo d'attacco. Queste sono effettivamente ali a delta molto piccole poste in modo che rimangano parallele al flusso d'aria in volo di crociera, ma che inizino a generare un vortice ad alti angoli d'attacco. Il vortice è quindi poi catturato sulla parte superiore dell'ala per fornire ulteriore portanza, combinando così le alte prestazioni-alfa del delta con l'alta efficienza di un'ala convenzionale. Molti aerei da caccia moderni, come il Saab JAS 39 Gripen, l'Eurofighter Typhoon e il Dassault Rafale, utilizzano una combinazione di canards e ala a delta.

### Varianti
- L'ala a delta puro (in inglese: tailless delta) – senza piani di coda – è caduta in qualche modo in disgrazia a causa delle sue caratteristiche indesiderabili, in particolare la separazione del flusso ad alti angoli di attacco (le ali a freccia hanno problemi simili) e l'alta resistenza a bassa quota. Questo li limita essenzialmente all'impiego ad alta velocità, in ruoli di intercettore d'alta quota.
- L'ala a delta (in inglese: tailed delta) con piani di coda, come sui MiG-21 e Su-9/Su-11/Su-15.
- L'ala a delta ritagliato (in inglese: cropped delta) con superfici di coda orizzontali, come sull'F-16.
- L'ala a doppio delta o ala a delta composto (in inglese: double delta, compound delta, in francese: aile brisée, aile double delta), la parte interna dell'ala ha un angolo di freccia molto alto, mentre la parte esterna ha meno angolo di freccia, per creare il vortice high-lift in modo più controllato, per ridurre la resistenza, permettendo quindi l'atterraggio del delta a velocità ragionevolmente basse. Questo disegno può essere visto sul caccia Saab Draken e negli studi per l'alta velocità nel trasporto civile (High Speed Civil Transport).
- L'ala a delta ogivale o ala ogivale o ala gotica (in inglese: ogee delta wing, ogival delta, in francese: aile gothique, aile en ogive), utilizzata sull'aereo di linea supersonico anglo-francese Concorde è simile alla precedente, ma con una curva che unisce le due parti, piuttosto che un angolo.
- L'ala a freccia spezzata (in inglese: cranked arrow) è una particolare forma di ala a doppio delta (o a delta composto) e utilizzata sul prototipo F-16XL "Cranked Arrow".
- L'ala a delta-canard (in inglese: delta-candard) è una particolare forma di ala delta nella quale le superfici di coda orizzontali sono sostituite dalle alette canard poste davanti all'ala a delta; come sui tre Eurocanards (Rafale, Typhoon e Gripen) che utilizzano la variante cropped delta-canard.

### Schemi delle varianti

ala a delta senza estremità (tailless delta)
ala a delta con estremità (tailed delta)
ala a delta tagliato (cropped delta)
ala a delta ogivale (ogival delta)
ala a doppio delta (double or compound delta)
ala a delta-freccia spezzata (cranked arrow-delta)
ala a delta-canard (cropped delta-canard)

## Esempi di velivoli
- Avro Canada CF-105 Arrow tailless delta
- Chengdu J-10 delta-canard
- Chengdu J-20 delta-canard
- Chengdu J-7 tailed delta
- Chengdu J-9 delta-canard
- Shenyang J-8 tailed delta
- JF-17 Thunder tailed delta
- Helwan HA-300 tailed delta
- Eurofighter Typhoon cropped delta-canard
- Dassault Balzac tailless delta
- Dassault MD 550 Mirage tailless delta
- Dassault Milan tailless delta-canard
- Dassault Mirage 2000 tailless delta
- Dassault Mirage 4000 tailless delta
- Dassault Mirage 5 tailless delta
- Dassault Mirage 50 tailless delta
- Dassault Mirage III tailless delta
- Dassault Mirage IIIT tailless delta
- Dassault Mirage IIIV tailless delta
- Dassault Mirage IV tailless delta
- Dassault Rafale cropped delta-canard
- Payen PA-22
- Payen PA-49
- Concorde ala a delta ogivale
- Avro 707 tailless delta
- Avro Vulcan ala a delta ogivale
- Boulton Paul P.111
- British Aerospace EAP cropped delta-canard
- Fairey Delta 1
- Fairey Delta 2
- Gloster Javelin
- Handley Page HP.115
- DFS 39
- DFS 40
- Lippisch Delta
- Lippisch P.13a
- HAL Tejas tailless delta
- IAI Kfir/IAI Nammer tailless delta-canard
- IAI Lavi tailless delta-canard
- IAI Nesher/IAI Dagger/IAI Finger tailless delta
- Mitsubishi F-2 ala a delta ritagliato
- Atlas Cheetah tailless delta-canard
- Buran Space Shuttle ala a doppio delta
- Chyeranovskii BICh-3 tailless delta
- Lavochkin La-250 tailed delta
- Mikoyan MiG 1.44 delta-canard
- Mikoyan-Gurevich MiG-105 'Spiral' ala a doppio delta
- Mikoyan-Gurevich MiG-21 'Fishbed' tailed delta
- Mikoyan-Gurevich Ye-150, Ye-151, Ye-152A, Ye-152 tailed delta
- Myasishchev M-50 tailed delta
- Sukhoi Su-11 'Fishpot' tailed delta
- Sukhoi Su-15 'Flagon' tailed delta
- Sukhoi Su-9 'Fishpot' tailed delta
- Sukhoi T-4 / 100 Sotka ala a doppio delta
- Tupolev Tu-141 tailless delta
- Tupolev Tu-144 ala a doppio delta  (ala a delta ogivale solo nel prototipo)
- Tupolev Tu-244 ala a doppio delta
- Tupolev Tu-444 ala a doppio delta
- Saab 210 ala a doppio delta
- Saab 35 Draken ala a doppio delta
- Saab 36 ala a doppio delta
- Saab 37 Viggen tailless delta-canard
- Saab JAS 39 Gripen cropped delta-canard
- Boeing 2707
- Boeing X-20 Dyna-Soar
- Boeing X-32
- Convair B-58 Hustler
- Convair F-102 Delta Dagger
- Convair F-106 Delta Dart
- Convair XF-92
- Convair XF2Y-1 Sea Dart
- Convair XFY
- Douglas A-4 Skyhawk
- Douglas F4D Skyray
- Douglas F5D Skylancer
- Dyke Delta
- General Dynamics F-16 Fighting Falcon ala a delta ritagliato
- General Dynamics F-16XL ala a delta-freccia spezzata
- Lockheed A-12
- Lockheed D-21/M-21
- Lockheed L-2000
- Lockheed SR-71
- Lockheed YF-12
- North American XB-70 Valkyrie
- North American XF-108 Rapier
- Space Shuttle Orbiter ala a doppio delta
- Novi Avion